# Возачка дозвола
Возачка дозвола је јавна исправа (решење) надлежног органа којим се неком лицу даје право да у саобраћају на путу управља возилом одређене категорије на одређено време.

## Историја
Прва возачка дозвола је издата немачком аутомобилском инжењеру Карлу Бенцу 1888. године. Почетком 20. века већина европских држава је почела са издавањем возачких дозвола.
Обавезно поседовање возачке дозволе је почело, у Уједињеном Краљевству, 1. јануара 1904 после изгласавања Закона о моторним возилима 1903. године. Кандидат за возачку дозволу је морао имати најмање 17 година да би полагао испит. Највећа дозвољена брзина је била 32 километра на час.
Прусија је увела обавезну возачку дозволу 29. септембра 1903. године, да би 1910. године увели су обуку возача коју су преузеле многе државе Европе.
Године 1909 донета је Конвенција о међународном промету моторних возила која је препознала потребу за квалификацијом, испитивањем и овлашћењима за међународну вожњу.
Године 1929 конвенцији је додата одредба о међународној возачкој дозволи.
Године 1949, УН су донеле конвенцију о путном саобраћају, која је дефинисала правила саобраћаја, возачке дозволе итд.
Године 1968. је УН донео Међународну конвенције о саобраћају на путевима којима се између осталог уређује питање изгледа и састава националне и међународне возачке дозволе. За националну возачку дозволу се каже да је величине листа А7, пресавијен на два дела лист величине 148x105mm или пак пресавијен на три дела величине 222x105mm и да је ружичасте боје. Штампа се на језику или језицима које прописује орган власти који издаје,. Ознаке на дозволи су написане руком или машином искључиво латиницом, на такозваним енглеским курзивом или поновљене на тај начин. Категорије које се прописују су A, B, C, D и E.